# Praia do Lami
A Praia do Lami é uma praia situada no extremo-sul de Porto Alegre, capital do estado brasileiro do Rio Grande do Sul. 
Banhada pelo Guaíba, a praia se localiza na enseada sul do bairro homônimo, entre a ponta do Cego, parte da Reserva Biológica do Lami José Lutzenberger, e o Morro do Coco, integrante do distrito de Itapuã, em Viamão. A partir da praia do Lami, é possível avistar a Ilha do Junco e o emissário do Guaíba na Laguna dos Patos.
Ao lado das praias do bairro vizinho Belém Novo, é uma das poucas praias consideradas como balneáveis pela prefeitura, por conta do baixo nível de poluição de suas águas, sendo um destino popular de veranistas e moradores locais, contando com três postos de acesso, dois pela Rua Luís Vieira Bernardes, uma travessa da Estrada Otaviano José Pinto, e um pela Avenida Beira Rio.
Em fevereiro de 2022, a praia integrou o projeto "Praia Acessível para Todos – Mergulhe nessa Ideia", uma parceria entre a prefeitura e organizações não-governamentais para disponibilizar cadeiras de rodas anfíbias para banhistas com mobilidade reduzida.
Além de praça com equipamentos de lazer, a praia conta com iluminação, estacionamentos, sanitários, chuveiros, lixeiras, bancos e cabine de salva-vidas.